# Bücker Bü 133 Jungmeister
Bücker Bü 133 Jungmeister (Young master) là một loại máy bay huấn luyện nâng cao của Luftwaffe trong thập niên 1930.

## Biến thể
Bücker Bü 133A
Bücker Bü 133B
Bücker Bü 133C
CASA 1.133

## Quốc gia sử dụng

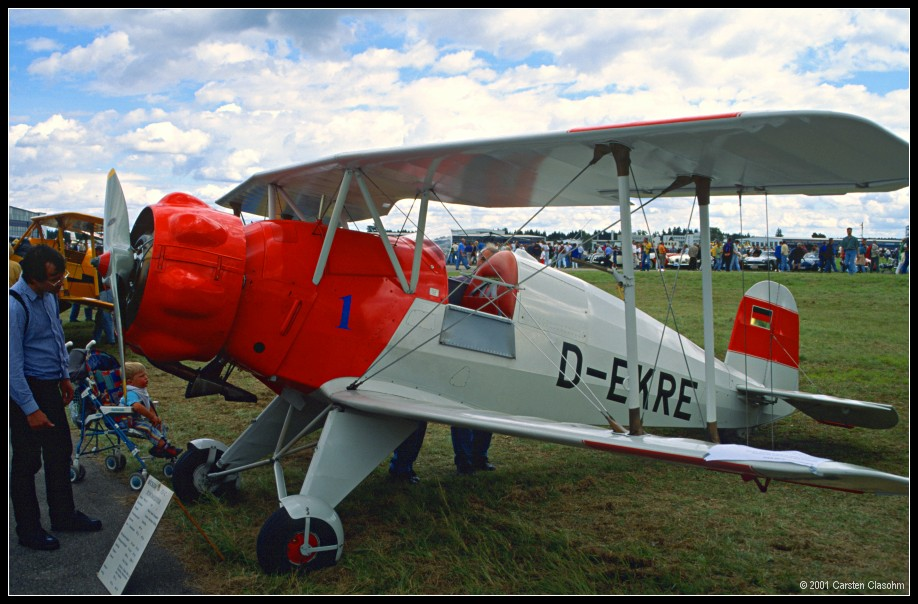
Bücker Bü 133 Jungmeister

Independent State of Croatia
- Zrakoplovstvo Nezavisne Države Hrvatske

 Germany
- Luftwaffe

 Slovakia
- Không quân Slovak (1939-1945)

 Nam Phi
- Không quân Nam Phi

 Nhà nước Tây Ban Nha
- Không quân Tây Ban Nha

 Thụy Sĩ
- Không quân Thụy Sĩ

 Nam Tư
- Không quân SFR Nam Tư

## Tính năng kỹ chiến thuật (Bücker Bü 133C)
Dữ liệu lấy từ The Concise Guide to Axis Aircraft of World War II - David Mondey
Đặc điểm tổng quát
- Kíp lái: 1
- Chiều dài: 6,0 m (19 ft 8,25 in)
- Sải cánh: 6,60 m (21 ft 7,75 in)
- Chiều cao: 2,20 m (7 ft 2,5 in)
- Diện tích cánh: 12 m² (129,17 ft²)
- Trọng lượng rỗng: 425 kg (937 lb)
- Trọng lượng cất cánh tối đa: 585 kg (1.290 lb)
- Động cơ: 1 × Siemens-Halske Sh.14A-4, 119 kW (160 hp)

 Hiệu suất bay 
- Vận tốc cực đại: 220 km/h (137 mph)
- Vận tốc hành trình: 200km/h (124mph)
- Tầm bay: 500 km (311 mi)
- Trần bay: 4.500 m (14.765 ft)